# حسین حیاتی
حسین حیاتی یا کلاته حسین حیاتی روستایی در دهستان مومن‌آباد بخش مرکزی شهرستان سربیشه استان خراسان جنوبی ایران است.

## جمعیت
بر پایه سرشماری عمومی نفوس و مسکن در سال ۱۳۹۵ جمعیت این روستا ۱۷ نفر (۵خانوار) بوده‌است.